# Tsapatagh
Tsapatagh (en arménien Ծափաթաղ ; anciennement Babajan) est une communauté rurale du marz de Gegharkunik, en Arménie. Elle compte 429 habitants en 2008.
Elle est traversée par la M14.